# Yu-Gi-Oh! Zexal
Yu-Gi-Oh! Zexal (遊☆戯☆王 ＺＥＸＡＬ, Yūgiō Zearu) est un manga basé sur l'univers fictif de la franchise Yu-Gi-Oh!. Il est annoncé pour la première fois le 18 octobre 2010, puis publié entre décembre 2010 et juin 2015 dans le magazine V Jump. La version française est éditée par Kana depuis juin 2013.
Il est adapté à la télévision et produit par TV Tokyo et Nihon Ad Systems. La série d'animation est d'abord diffusée sur TV Tokyo du 11 avril 2011 au 24 septembre 2012 suite de la série Yu-Gi-Oh! 5D's. Une seconde saison, intitulée Yu-Gi-Oh! Zexal II (遊☆戯☆王ZEXAL II(セカンド), Yūgiō Zearu Sekando), est diffusée au Japon du 7 octobre 2012 au 23 mars 2014. En France, la série animée est diffusée à partir du 27 août 2012 sur la chaîne Canal J et du 2 janvier 2013 sur la chaîne Gulli.

## Scénario
La série se déroule dans un futur proche dans une ville très développée, Heartland, où les duellistes combattent à l'aide d'une nouvelle technologie de duel : les duels en réalité augmentée. Ceux-ci utilisent un système composé de lunettes de duel et d'un Disk de duel qui permettent aux joueurs de vivre des duels plus réalistes. Yuma Tsukumo, enfant de 13 ans, est un duelliste médiocre rêvant de devenir le champion des duels. Doté cependant d'une infaillible détermination et grâce à une clé que son père lui donne quand il était petit, il défie un des délinquants de son école et bon duelliste : Shark. Durant le duel, Yuma ouvre une mystérieuse porte mystique libérant Astral, un extraterrestre ayant perdu la mémoire et ne pouvant être vu que par Yuma. Cet être se souvient cependant qu'il est un duelliste et que le seul moyen de reconstituer sa mémoire est de rassembler tous ses fragments dispersés sous la forme de 99 cartes monstres appelés « Numéros ». Yuma se met donc à la recherche des Numéros, mais il ne sera pas seul à vouloir les trouver, beaucoup d'ennemis essayeront de l'en empêcher.

## Manga
La série de mangas est écrite par Shin Yoshida et illustrée par Naoto Miyashi, et débute dans l'édition de février 2011 du magazine de V Jump de Shūeisha, publiée le 18 décembre 2010. Le dernier chapitre de la série est publié le 20 juin 2015. Le premier volume est commercialisé au Japon le 3 juin 2011.
La version française est éditée depuis juin 2013 par Kana. En Amérique du Nord, Viz Media obtient la licence du manga et commence sa diffusion le 5 juin 2012, et la série est également publiée dans le magazine Shonen Jump Alpha depuis le 9 juillet 2012.
Une série dérivée du manga écrit par Akihiro Tomonaga et illustré par Wedge Holdings, intitulé Yu-Gi-Oh! D-Team Zexal (遊☆戯☆王 Dチーム・ゼアル, Yūgiō Dyueru Chīmu Zearu), a été publié dans le magazine Saikyō Jump entre avril 2012 et avril 2014.
| no | Japonais       | Japonais          | Français          | Français          |
| no | Date de sortie | ISBN              | Date de sortie    | ISBN              |
| --- | -------------- | ----------------- | ----------------- | ----------------- |
| 1 | 3 juin 2011    | 978-4-08-870254-4 | 21 juin 2013      | 978-2-5050-1901-5 |
| Liste des chapitres : - Rang 1. Il s'appelle Yuma !! (その名は遊馬!!, Sono Na wa Yūma!!) - Rang 2. La créature mystérieuse !? (謎の生命体!?, Nazo no Seimeitai!?) - Rang 3. Astral !! (アストラル!!, Asutoraru!!) - Rang 4. La lumière de l'espoir !! (希望の光!!, Kibō no Hikari!!) - Rang 5. L'envers de la face cachée... !? (ウラのウラは…!?, Ura no Ura wa…!?) - Rang 6. L'ennemi d'hier est...!? (昨日の敵は…!?, Kinō no Teki wa...!?) - Chapitre spécial : Une rencontre prédestinée !! (運命の出会い！！, Unmei no Deai!!) |                |                   |                   |                   |
| 2 | 3 février 2012 | 978-4-08-870384-8 | 20 septembre 2013 | 978-2-5050-1902-2 |
| Liste des chapitres : - Rang 7. Le chasseur de Numéros !! (ナンバーズ・ハンター!!, Nanbāzu Hantā!!) - Rang 8. Dragon Photon aux Yeux Galactiques !! (銀河眼の光 子竜 ギャラクシーアイズ・フォトン・ドラゴン!!, Ginga-Me no Kōshi Ryū!!) - Rang 9. La Véritable puissance de Kaito !! (カイトの実力!!, Kaito no Jitsuryoku!!) - Rang 10. Un nouvel ennemi !! (新たな敵!!, Aratana Teki!!) - Rang 11. Heartland !! (ハートランド!!, Hāto Rando!!) - Rang 12. Le Secret du Maïs !! (コーンの秘密!!, Kōn no Himitsu!!)                 |                |                   |                   |                   |
| 3 | 3 août 2012    | 978-4-08-870527-9 | 24 janvier 2014   | 978-2-5050-6026-0 |
| Liste des chapitres : - Rang 13. Le Deuxième assassin !! (第2の刺客!!, Dai Ni no Shikaku!!) - Rang 14. La Condition nécessaire pour la victoire !! (勝利への条件!!, Shōri e no Jōken!!) - Rang 15. Notre lien mutuel !! (2人の絆!!, Futari no Kizuna!!) - Rang 16. Le Troisième adversaire !! ("第三の敵!!, Dai san no teki!!) - Rang 17. Franky!! (ケンちゃん !!, Kenchan!!) - Rang 18. Le Retour de Kaito!! (カイト、再び！！, Kaito, Futatabi!!)                                                                                |                |                   |                   |                   |
| 4 | 4 février 2013 | 978-4-08-870624-5 | 23 mai 2014       | 978-2-5050-6111-3 |
| Liste des chapitres : - Rang 19. La Messagère de la lune !! (月からの使者！！, Tsuki Kara no Shisha!!) - Rang 20. Le Combat à trois !! (三つ巴の戦い！！, Mitsudomoe no Tatakai!!) - Rang 21. Kyôji Tagumo !! (八雲興司！！, Yagumo Kyōji!!) - Rang 22. Le Commandant !! (司令官！！, Shirei-kan!!) - Rang 23. L'Armée menaçante !! (脅威の部隊！！, Kyōi no Butai!!) - Rang 24. La Guerre des numéros !! (ナンバーズ大戦！！, Nanbāzu Taisen!!)                                                                                   |                |                   |                   |                   |
| 5 | 2 août 2013    | 978-4-08-870794-5 | 5 septembre 2014  | 978-2-5050-6132-8 |
| Liste des chapitres : - Rang 25. Le Roi de Kaito !! (第２の刺客！！, Dai Ni no shikaku!!) - Rang 26. Le Monde du tablier !! (ラインワールド！！, Rain Wārudo!!) - Rang 27. O mon deck, guide-nous !! (デッキよ導け！！, Dekki yo Michibike!!) - Rang 28. Des manœuvres dans l'ombre !! (暗躍する影！！, Anyaku suru Kage!!) - Rang 29. Le Choc des champions !! (強者激突！！, Tsuwa Mono Gekitotsu!!) - Rang 30. Complètement imprévisible !! (予測不能！！, Yosokufunō!!)                                                        |                |                   |                   |                   |
| 6 | 4 février 2014 | 978-4-08-880018-9 | 5 décembre 2014   | 978-2-5050-6147-2 |
| Liste des chapitres : - Rang 31. Sauve tes amis !! (仲間を救え！！, Nakama wo Sukue!!) - Rang 32. La force de croire en autrui (人を信じる力！！, Hito wo Shinjiru Chikara!!) - Rang 33. Les péchés révélés !! (明かされる罪！！, Akasa reru Tsumi!!) - Rang 34. L'heure du jugement !! (判決の時！！, Hanketsu no Toki!!) - Rang 35. La séparation !! (決別！！, Ketsu Betsu!!) - Rang 36. Les souvenirs calcinés !! (焼かれし思い出！！, Yakareshi Omoide!!)                                                                     |                |                   |                   |                   |
| 7 | 4 août 2014    | 978-4-08-880169-8 | 17 avril 2015     | 978-2-5050-6295-0 |
| Liste des chapitres : - Rang 37. Double duel !! (ダブルデュエル！！, Daburu Dyueru!!) - Rang 38. La Menace de l'armure intégrale !! (ＦＡの脅威！！, Efu Ei no Kyōi!!) - Rang 39. Le Numéro qui évolue !! (進化するナンバーズ！！, Shinka suru Nanbāzu!!) - Rang 40. Le Passé de Kyôji !! (八雲の過去！！, Yagumo no Kako!!) - Rang 41. Le Point de vie de la dernière chance !! (希望の１！！, Kibō no Ichi!!) - Rang 42. La Force des liens !! (絆の力！！, Kizuna no Chikara!!)                                                 |                |                   |                   |                   |
| 8 | 4 mars 2015    | 978-4-08-880309-8 | 11 décembre 2015  | 978-2-5050-6457-2 |
| Liste des chapitres : - Rang 43. En route pour l'autre monde !! () - Rang 44. C'est notre problème à tous !! () - Rang 45. Le Péché originel de Kyôji !! () - Rang 46. Les Liens tissés !! () - Rang 47. La Déesse du désespoir !! () - Rang 48. Les Quatre forces !! () |                |                   |                   |                   |
| 9 | 3 octobre 2015 | 978-4-08-880492-7 | 24 juin 2016      | 978-2-5050-6617-0 |
| Liste des chapitres : - Rang 49. Un nouvel espoir !! () - Rang 50. Le Dieu du désespoir !! () - Rang 51. Son nom est... Zexal !! () - Rang 52. Le Duel final !! () - Rang 53. Les Tactiques de Yûma !! () - Rang 54. Le Véritable empereur des numéros !! () - Rang 55. Toucher les étoiles !! () |                |                   |                   |                   |

## Anime
L'anime est d'abord annoncé au Japon le 9 décembre 2010. Le nom de la série est révélé le 13 décembre 2010 dans le magazine V Jump. Il est révélé que Satoshi Kuwahara en sera le réalisateur, que les scripts seront supervisés par Shin Yoshida, que Masahiro Hikokubo s'occupera des duels et que Hirotoshi Takaya adaptera les personnages de l'anime. Un extrait vidéo est diffusé le 17 décembre 2010. L'anime commence sa diffusion sur TV Tokyo entre le 11 avril 2011 au 24 septembre 2012. Une seconde série, Yu-Gi-Oh! Zexal II, est diffusée entre le 7 octobre 2012 au 23 mars 2014.
4K Media Inc. annonce un accord de diffusion de l'adaptation en français avec le groupe Lagardère. L'adaptation est diffusée sur la chaîne télévisée Canal J dès le 27 août 2011 à 17 h 45. Après la diffusion des vingt-six premiers épisodes, la diffusion est arrêtée le 29 septembre 2012 pour reprendre le 12 novembre 2012 à 18 h avec le vingt-septième épisode. Une nouvelle interruption s'est effectuée après la diffusion du trente-neuvième épisode le 29 novembre 2012. Elle reprend une nouvelle fois le 21 janvier 2013 et elle est interrompue une nouvelle fois le 1er février avec la diffusion de l'épisode 49.

### Musiques
Le premier album issu de la série animée, intitulé Yu-Gi-Oh! Zexal Sound Duel 1, est distribué par Marvelous Entertainment le 28 septembre 2011.

#### Thèmes d'ouverture
- Masterpiece (マスターピース, Masutāpīsu?) de mihimaru GT (première série, épisodes 1-25)
- Braving! de Kanan (première série, épisodes 26-49)
- Tamashii Drive (魂ドライブ, Tamashii Doraibu?, Soul Drive) de Color Bottle (épisodes 50-73)
- Unbreakable Heart (折れないハート, Arenai Hāto?) de Hideaki Takatori (seconde série)

#### Thèmes de fin
- Boku Quest (僕クエスト, Boku Kuesuto?, My Quest) de Golden Bomber (première série, épisodes 1-25)
- Setsubō no Freesia (切望のフリージア, Setsubō no Furījia?, Longing Freesia) de DaizyStripper (première série, épisodes 26-49)
- Wild Child de Moumoon (première série, épisodes 50-73)
- Artist (アーティスト, Ātisuto?) de Vistlip (seconde série)

### Distribution
- Alexandre Crépet - Yuma Tsukumo
- Claire Tefnin - Tori Meadows
- Nicolas Matthys - Shark (Reginald Kastle), Nash
- Grégory Praet - Bronk Stone
- David Manet - Astral
- Romain Barbieux - Mr.Kay, robot poubelle, Byron Arclight, Alito (épisode 74), Kaze (épisode 82)
- Laurent Vernin - Mr.Heartland, Vector
- Erwin Grünspan - Scorch, Acolite
- Mélanie Dermont - Cathy Cathrine, Hart Tenjo
- Sébastien Hébrant - Nelson Andrews, Mizar
- Aurélien Ringelheim - Flip
- Stéphane Pelzer - Caswell
- Emmanuel Liénart- Dr Faker
- Elsa Poisot - Lillybot
- Mathieu Moreau - Rosco (voix de Pip transformée), Kaze, Numéro 96
- Véronique Fyon - Rio Kastle, Marin
- Franck Dacquin - Kazuma Tsukumo
- Dominique Wagner - Kari Tsukumo
- Pierre Lognay  - Kite Tenjo
- Karim Barras - Quinton (saison 2), Chills
- Tony Beck - Orbital 7, Quattro
- Alessandro Bevilacqua - Vétrix, élève de l'académie(épisode 86)
- Maxime Donnay - Trey
- Bruno Borsu - Caméron Clix
- Thibaut Delmotte - Striker
- Michelangelo Marchese - Charlie
- Sophie Landresse - Anna
- Martin Spinhayer - Roku, Fender
- Antoni Lo Presti - Cody
- Steve Driesen - Fortuno, Nistro (saison 2), Quinton (saison 3)
- Olivier Cuvellier - Nistro (saison 3)
- Bruno Bulté - la porte du rêve, Chacal, Mizar (épisode 74)